# Zuzanna Cieślar
Zuzanna Cieślar (ur. 8 listopada 2000) – polska szablistka, indywidualna wicemistrzyni świata seniorek (2025).

## Życiorys
Jest wychowanką ZKS Sosnowiec. Jej trenerem klubowym i od 2025 reprezentacyjnym jest Tomasz Dominik.
Jej największym sukcesem seniorskim jest wicemistrzostwo świata indywidualnie w 2025. Na mistrzostwach Europy seniorek zdobyła indywidualnie dwa brązowe medale (2022, 2024), zaś drużynowo wywalczyła w 2025 srebrny medal (z Zuzanną Lenkiewicz, Sylwią Matuszak i Angeliką Wątor).
Odnosiła także sukcesy w kategoriach juniorskich i młodzieżowych. Na mistrzostwach Europy do lat 23 zdobyła w 2019 srebrny medal drużynowo (z Karoliną Cieślar i Sylwią Matuszak) i w 2023 brązowy medal indywidualnie. W 2017 zdobyła brązowy medal mistrzostw Europy do lat 17 drużynowo (z Urszulą Kurzyną, Martą Okine i Małgorzatą Zawodniak).
Na mistrzostwach Polski seniorek wywalczyła: indywidualnie - złoty medal w 2021, 2022, 2023, 2024 i 2025, srebrny w 2018, brązowy w 2019 i 2020, drużynowo - złoty medal w 2018, 2019, 2020, 2021, 2023, 2024 i 2025, brązowy w 2022.
Szablistkami są także jej siostry: starsza Karolina i młodsza Julia.